# Arintero

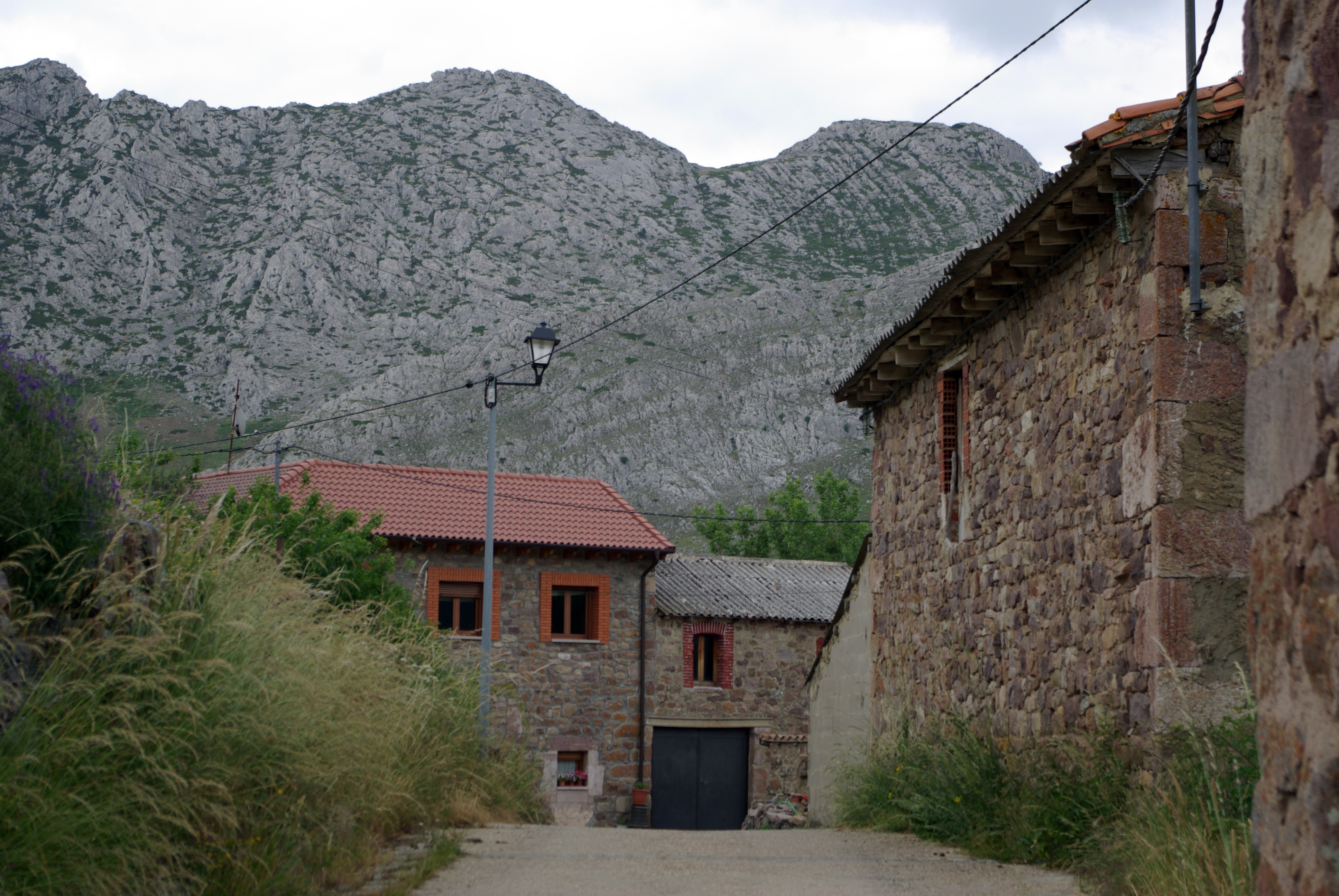
Vista del pueblo.

Arintero es un pueblo del municipio de Valdelugueros, en la provincia de León, España.

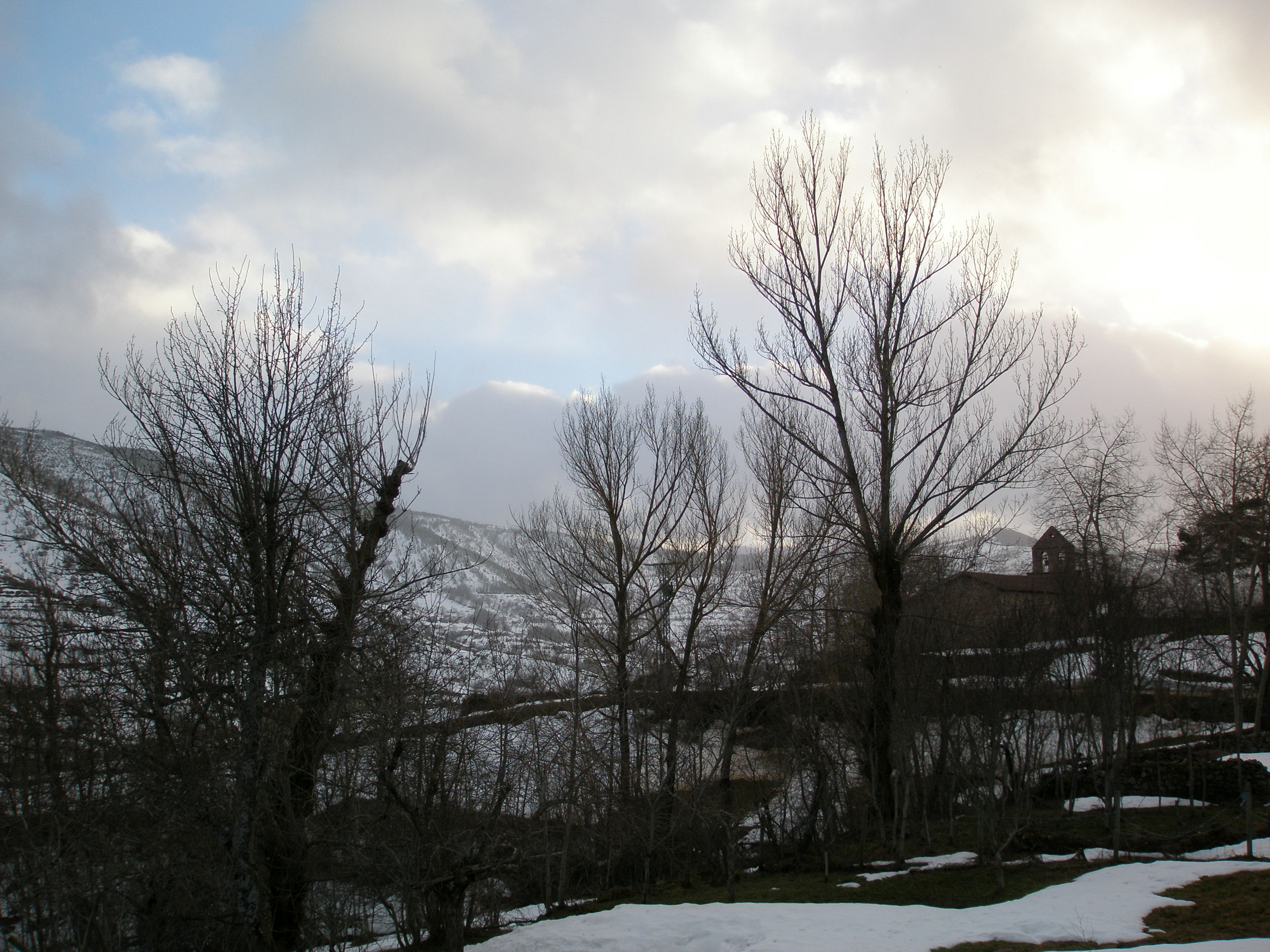
Vista invernal con la iglesia al fondo

Está situado en el norte de la provincia, en la cordillera Cantábrica, a orillas del río Villarías (afluente del Curueño), a 1320 m de altitud.
Se encuentra a 7 km por carretera de Lugueros (donde se encuentra el ayuntamiento), en la ruta que sube desde el fondo del valle de Curueño pasando por La Braña.

## Toponimia
Su denominación procede de un nombre propio de persona (Arientea).

## Monumentos
El pueblo se quemó totalmente durante la guerra civil, incluida la iglesia. La casa solar más importante, la de doña Juana García —la dama de Arintero, guerrera del s. XV que luchó en las huestes castellanas de los Reyes Católicos frente a Portugal. Su historia fue novelada por Jesús Fernández Santos, en La que no tiene nombre (1977).—, se reconstruyó posteriormente.

## Patrimonio inmaterial
Las fiestas patronales se celebran el día de Santiago (25 de julio).